# Фториди (мінерали)
Фториди (заст. Флуори́ди) — клас мінералів-солей кислоти HF, природні сполуки елементів Na, К, Са, Mg, Al, рідкісноземельних елементів (TR), рідше Cs, Sr, Pb, Bi, В і інших з фтором. Охоплюють за різними класифікаціями 25—59 мінеральних видів.
Більшість фторидів мають обмежене поширення. Найпоширеніші — флюорит (CaF2), що зустрічається в родовищах різного генезису, та кріоліт.
Походження фторидів переважно гіпогенне: вони утворюються головним чином на пізніх етапах магматичної диференціації, при формуванні ґранітоїдів підвищеної лужності, їхніх пегматитів, різних метасоматитів, ґрейзенів, а також при фумарольній діяльності вулканів.
Практичне значення фторидів визначається здебільшого широким використанням флюориту, частково кріоліту. Бастнезит і паризит — джерела отримання рідкісноземельних елементів, гагарініт і флюорит — ітрію.